# Sazená
Obec Sazená se nachází 7,5 km severně od Kralup nad Vltavou a 4,5 km severovýchodně od Velvar v okrese Kladno, kraj Středočeský. Žije zde 362 obyvatel. Vsí protéká Bakovský potok.

## Historie
V našich zemích se vyskytuje jediná obec jménem Sazená. Určitý výklad tohoto názvu přitom předpokládá, že ves vznikla zřejmě v rámci kolonizace někdy ve 12. století, kdy v neobydlené krajině byli „vysazeni“ odjinud převedení obyvatelé. Přitom území Sazené a jejího okolí bylo osídleno už od pravěku, ovšem nikoliv nepřetržitě, jak lze odvozovat z dosavadních archeologických nálezů. Nejstarší dochovaná písemná zmínka o Sazené pak pochází z roku 1295, kdy zde sídlili vladykové Theodorik a Držkraj.
Ve 14. století náležela ves drobným šlechticům, avšak další konkrétní zprávy pocházejí až z roku 1396. V době husitských válek zapsal tuto ves komusi roku 1420 král Zikmund Lucemburský, snad bratrům z Dvěníkova. V následujícím roce se zdejšího majetku zmocnili Pražané a drželi i pronajímali ho až do roku 1432.
Od 2. polovině 15. století byla Sazená zřejmě opět v rukou drobných rytířů, avšak roku 1467 zde měl platy od nějakých lidí zároveň i augustiniánský klášter v Pšovce pod Mělníkem. Rovněž další zprávy ukazují, že v minulosti Sazená dlouho sestávala ze dvou až tří dílů, které náležely různým majitelům. Roku 1513 byla Sazená vypálena.
V 1. polovině 16. století patřila Sazená Starému Městu pražskému. Roku 1547 musela jeho obec postoupit své sazenské díly královské komoře a následně byly králem Ferdinandem I. roku 1548 prodány Floriánovi Gryspekovi z Gryspachu. Tento pán připojil Sazenou k panství Nelahozeves, které v dolním Povltaví budoval od roku 1544. Za vlády Gryspeků byl roku 1606 dostavěn sazenský zámek.
V dalších letech se obec stále rozvíjela a vznikl statek Sazená. Ten byl roku 1757 prodán klášteru premonstrátek v Doksanech. V době jejich hospodaření zde pomalu zanikl pivovar, ale byly postaveny velké stodoly, sýpka a ovčín. Starý sazenský most, ozdobený sochami, byl rekonstruován. Opraven byl zámek, mlýn i další objekty. Celkově lze říci, že kolem roku 1773 dosáhl statek Sazená strukturálně svého vrcholu. Roku 1782 byl klášter v Doksanech zrušen císařem Josefem II. Statek Sazená byl prodán Oldřichu Kinskému a ten jej připojil k velkému panství Zlonice.
Roku 1810 došlo k největšímu požáru Sazené v její historii. Shořelo 30 stavení, tj. více než polovina, a to na pravém břehu potoka. Za pomoci Ferdinanda Kinského se však ves rychle zotavila. Jedním z nejrušnějších roků v historii sazenského statku se stal rok 1813, neboť zde pochodovaly nekonečné proudy vojsk, přemísťujících se k bitvám u Drážďan, u Chlumce a u Lipska. Po napoleonských válkách pak nastal poměrný klid.
Když v revolučním roce 1848 došlo ke zrušení roboty, zanikl i statek Sazená, neboť se v rámci zlonického panství rozdělil na dva samostatné dvory. Kinští tu však jako vlastníci půdy vystupovali ještě až do zániku Rakouska-Uherska. Úplný rozpad bývalého panského statku Sazená přivodila teprve pozemková reforma, provedená novou Československou republikou. Veškerá půda tu byla rozparcelována v červnu 1921, zároveň převzala obec Sazená zámek a většinu lesa.

### Územněsprávní začlenění
Dějiny územněsprávního začleňování zahrnují období od roku 1850 do současnosti. V chronologickém přehledu je uvedena územně administrativní příslušnost obce v roce, kdy ke změně došlo:
- 1850 země česká, kraj Praha, politický okres Slaný, soudní okres Velvary[4]
- 1855 země česká, kraj Praha, soudní okres Velvary[4]
- 1868 země česká, politický okres Slaný, soudní okres Velvary[4]
- 1913 země česká, kraj Praha, politický okres Kralupy nad Vltavou, soudní okres Velvary[5]
- 1939 země česká, Oberlandrat Mělník, politický okres Kralupy nad Vltavou, soudní okres Velvary[6]
- 1942 země česká, Oberlandrat Praha, politický okres Kralupy nad Vltavou, soudní okres Velvary[7]
- 1945 země česká, politický okres Kralupy nad Vltavou, soudní okres Velvary[8]
- 1949 Pražský kraj, okres Kralupy nad Vltavou[9]
- 1960 Středočeský kraj, okres Kladno[10]

### Rok 1932
Ve vsi Sazená (640 obyvatel) byly v roce 1932 evidovány tyto živnosti a obchody: cihelna, družstvo pro rozvod elektrické energie, 3 hostince, kolář, 2 kováři, mlýn, obchod s ovocem a zeleninou, 2 pokrývači, 13 rolníků, řezník, 4 obchody se smíšeným zbožím, spořitelní a záložní spolek v Sazené, 2 trafiky.

## Pamětihodnosti

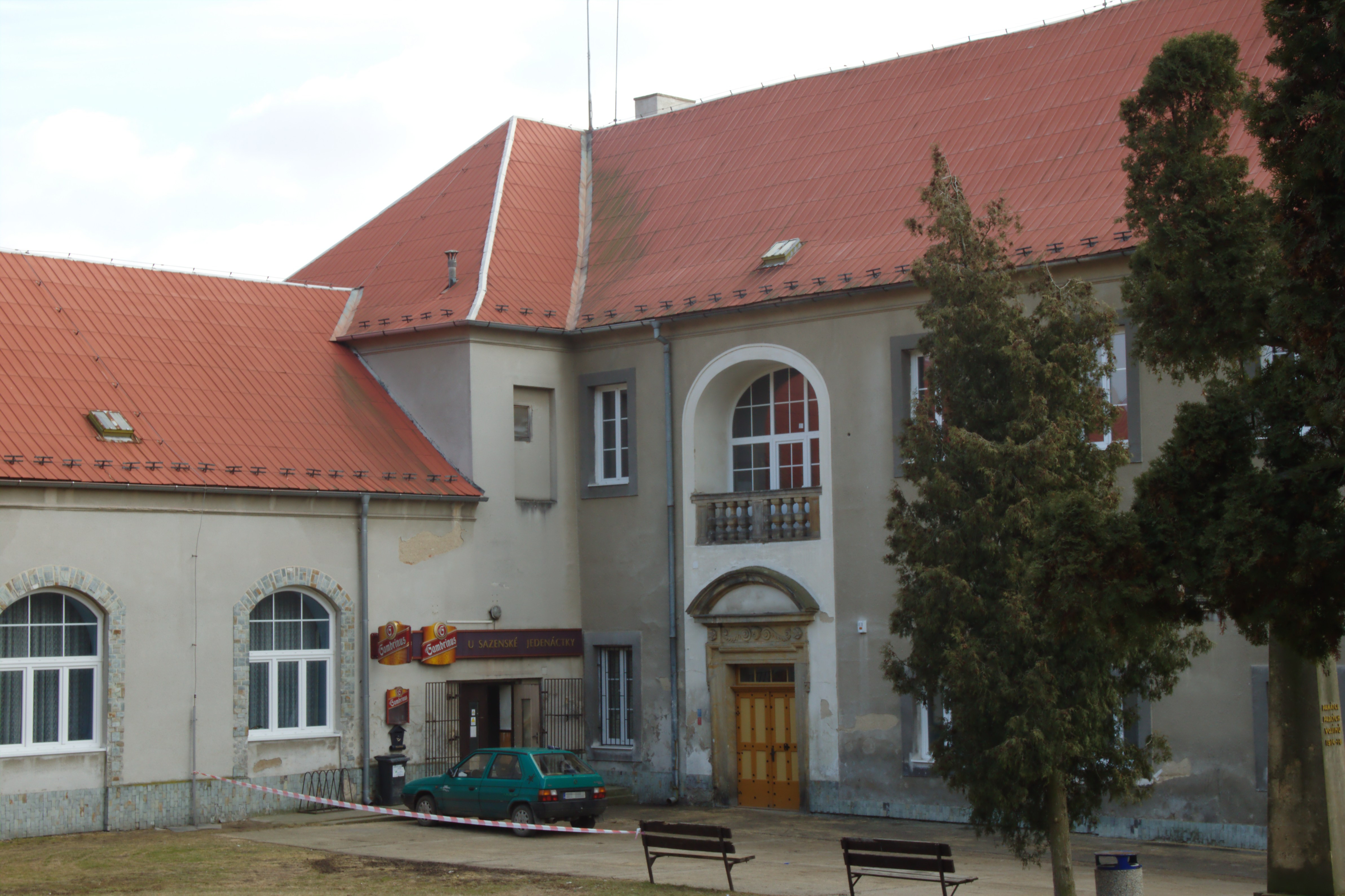
Renesanční zámek

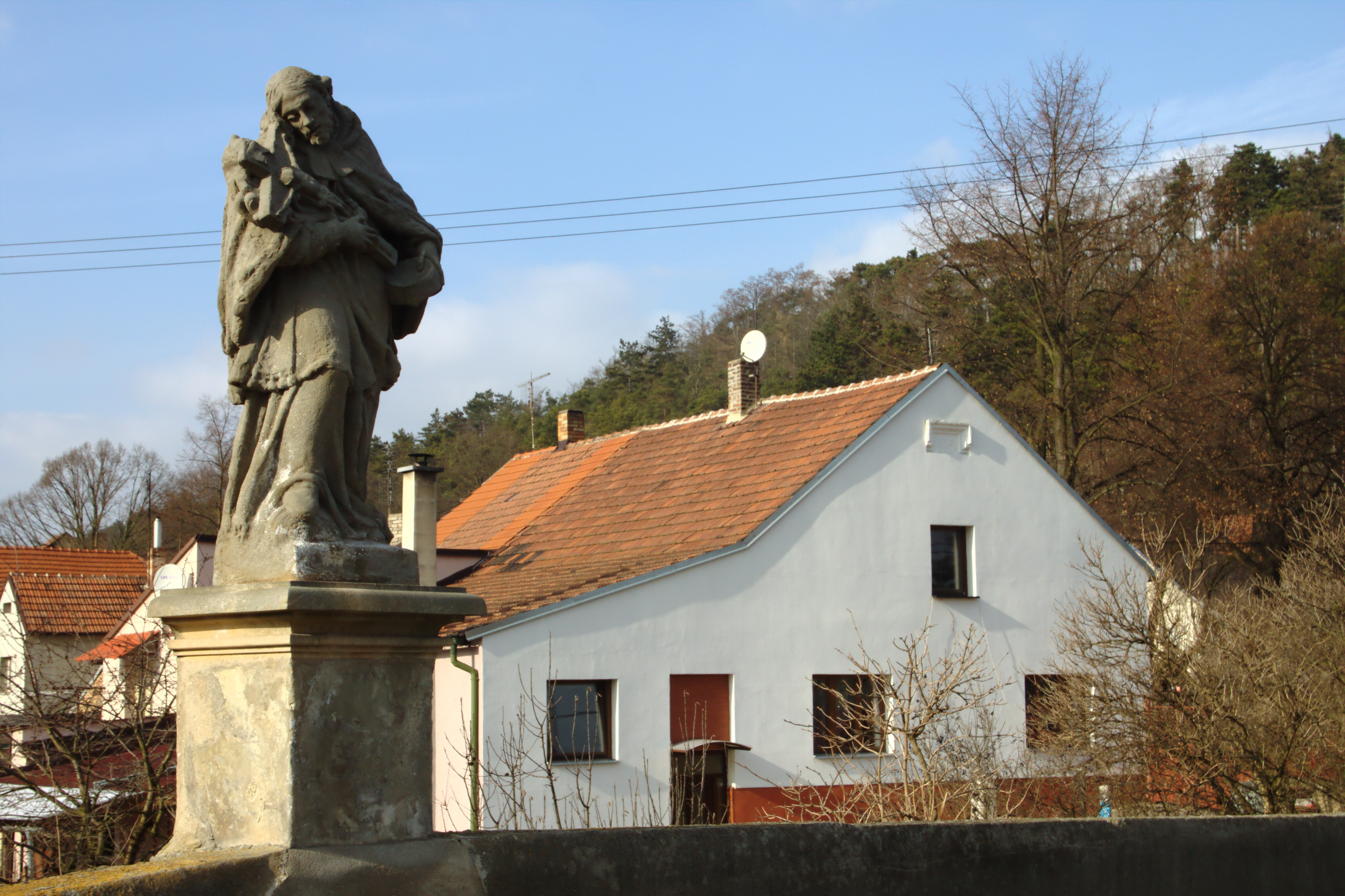
Socha na mostě přes místní potok

- Vodní mlýn, po přestavbách nyní v barokním slohu.
- Zámek Sazená z doby okolo roku 1606 s dochovaným renesančním malovaným stropem[12]
- Řopík Sazená, atypický lehký objekt vzor 37 předválečného československého opevnění tzv. Pražské čáry, situovaný přímo uprostřed vsi. Po rekonstrukci, provedené v letech 2007 až 2008, bývá pravidelně zpřístupňován veřejnosti.[13]
- Zvonička
- Silniční most se sochami
- V katastrálním území obce se nacházejí dva zeměpisné extrémy okresu Kladno:
  - nejvýchodnější bod okresu (50°17′57″ s. š., 14°18′23″ v. d.), kterým je roh lesa u stožáru vysokého napětí na návrší Na horách, asi 1,5 km jihovýchodně od Sazené (233 m n. m.)
  - nejnižší místo okresu (173 m n. m.), pole na levém břehu Bakovského potoka (ne již sám břeh), zhruba 1 km severovýchodně od Sazené (50°18′37″ s. š., 14°18′4″ v. d.)

## Osobnosti
- Antonín Strnad (1746–1799), meteorolog, profesor a rektor Univerzity Karlovy; zemřel zde
- Josef Lev (1832–1898), operní pěvec a skladatel
- Klement Šilinger (1887–1951), významný slovenský architekt
- František Slabý (1863-1919), malíř zdejšího kraje a vesnického života

## Doprava
- Dopravní síť – Do obce vedou silnice III. třídy. Ve vzdálenosti 2,5 km vede dálnice D8 Praha – Ústí nad Labem, na exitu 18 (Nová Ves) ji kříží silnice I/16 v úseku Slaný–Mělník.
- Železnice – Železniční trať ani stanice na území města nejsou. Nejblíže obci je železniční zastávka Nové Ouholice ve vzdálenosti 3 km ležící na trati 091 z Prahy a Kralup nad Vltavou do Vraňan. Ve vzdálenosti 4 km leží koncová železniční dopravna Velvary ležící na trati 111 z Kralup nad Vltavou do Velvar.
- Veřejná doprava 2024 – Obcí projížděla autobusová linka Slaný - Velvary - Kralupy n. Vlt. (v pracovních dnech 12 spojů, o víkendu 4 spoje) (dopravce ČSAD Slaný).